# Tilurium
Tilurium je bil rimski vojaški tabor v bližini današnjega Garduna pri Trilju, Dalmacija, Hrvaška. Imel je pomembno strateško lego na razglednem griču ob južnem vhodu na Triljsko polje in ob reki Cetini. Zgrajen je bil v 1. stoletju in ob Burnumu velja za edini rimski kastrum na območju današnje Hrvaške. V njem je bila do srede 1. stoletja nastanjena VII. legija, kot pomembno oporišče pa je bil v uporabi do konca 4. stoletja. V njem je deloval celo amfiteater.
Kamenje iz taborišča je bilo kasneje porabljeno pri gradnji Garduna, kjer še danes v hišah nahajamo vzidanae rimske spolije. 
Do Tiluriuma vodi 1,5 km dolga cesta izpred cerkve svetega Mihovila v Trilju.

## Arheološke raziskave
Tilurium se sistematično raziskuje od leta 1997, ko so območje preiskali na osnovi geodetskih posnetkov. Leta 1998 so se začela arheološka izkopavanja. V načrtu je ureditev arheološkega parka.
Raziskave vodi dr. Mirjana Sanader, ki je o Tiluriumu objavila tudi monografijo, pomagata pa ji asistent Dino Demicheli in dr. Domagoj Tončinić.